# Miss Bahamas

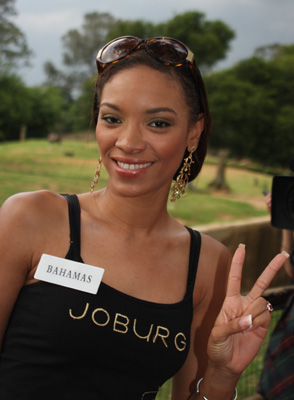
Miss Bahamas 2008 Tinnyse Johnson.

Miss Bahamas est un concours de beauté féminine, destiné aux jeunes femmes habitantes et de nationalité bahamienne.
La sélection permet de représenter le pays au concours de Miss Univers.